# Geissanthus dentatus
Geissanthus dentatus (Ruiz & Pav.) J.F.Macbr. – gatunek roślin z rodziny pierwiosnkowatych (Primulaceae). Występuje naturalnie w Peru. 

## Morfologia
PokrójZimozielony krzew.
LiścieBlaszka liściowa jest skórzasta i ma odwrotnie jajowaty kształt. Mierzy 13 cm długości oraz 5,5 cm szerokości, jest karbowana na brzegu, ma zbiegającą po ogonku nasadę i spiczasty wierzchołek. Ogonek liściowy jest nagi i ma 15 mm długości.
KwiatyZebrane w wiechach przypominających baldachogrona, wyrastają z kątów pędów. Mają 4 lub 5 działek kielicha o owalnym kształcie. Płatków jest 5, są eliptyczne.